# Seconda battaglia di Zurigo
La seconda battaglia di Zurigo  venne combattuta tra il 25 e 26 settembre 1799, durante la guerra della Seconda coalizione, tra l'Armée du Danube francese agli ordini del generale Andrea Massena e le forze russe del generali Aleksandr Korsakov. Questo scontro ebbe grande importanza per l'esito della campagna di Svizzera e segnò una svolta della guerra a favore della Francia rivoluzionaria.

## Antefatti
Nell'estate del 1799 sembrava che le forze della coalizione fossero sul punto di aprirsi una breccia tra le linee francesi e terminare vittoriosamente la guerra in breve tempo. Fu in questo frangente che le reciproche diffidenze e le ambizioni dei singoli stati vennero ad emergere, ognuno cercando un vantaggio personale piuttosto che perseguendo l'interesse comune.
Gli austriaci volevano l'Italia settentrionale e mal sopportavano la popolarità che i russi di Suvorov stavano acquisendo; l'Inghilterra voleva garantirsi il dominio sui mari e alla Russia stessa non sarebbe dispiaciuto avere accesso ad un porto che d'inverno non fosse coperto di ghiaccio. Venne di conseguenza proposto il seguente piano, dettato più dalle precedenti motivazioni politiche che da una reale necessità militare: gli austriaci avrebbero rinforzato l'Italia con i loro uomini, liberando le truppe di Suvorov e permettendo a queste di giungere in Svizzera; a loro volta, queste si sarebbero unite alle forze di Korsakov, permettendo all'arciduca Carlo di risalire il Reno e combattere nel cuore della Germania. Infine, una flotta anglo-russa avrebbe invaso l'Olanda, contribuendo ad assottigliare le linee di difesa francesi. I generali coinvolti in questo progetto si mostrarono subito diffidenti e restii ad ubbidire agli ordini, considerando che le stime fatte non riflettevano le reali forze in campo delle due fazioni. In particolare, Suvorov riteneva questo piano folle ed insensato.

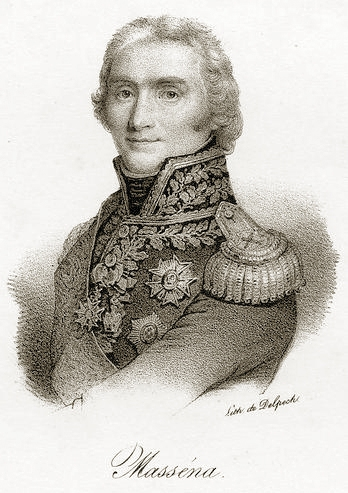
Il generale Massena

Ciò nonostante, le forze alleate ubbidirono: l'arciduca Carlo lasciò la Svizzera e Suvorov si mise in marcia verso il passo del San Gottardo. A causare un inaspettato problema per gli alleati fu il tempismo con cui questo accadde. Il comandante austriaco lasciò la Svizzera il 31 agosto per dirigersi in Germania mentre Suvorov iniziò la propria marcia verso la Svizzera solo due settimane dopo, quando l'assedio di Tortona fu completato con successo. La mancata coordinazione tra le due armate aveva creato una breve finestra di tempo in cui l'unica forza rimasta in Svizzera a contrastare Massena fosse quella di Korsakov.
Appena Massena seppe della partenza dell'arciduca verso il basso Reno, si preparò immediatamente all'attacco. Inizialmente, Massena aveva programmato l'attacco per il 26 settembre ma la notizia lo convinse ad anticiparlo di un giorno. Oltre a Soult sulla Linth, Massena aveva a disposizione altre forze da poter richiamare: Mortier con 6000 uomini sul monte Albis, Lorge con 12000 uomini sulla Limmat e Ménard con altri 9000 o 10000 uomini. A questi si aggiungevano gli uomini di Chabran. Nel complesso, Massena poteva contare su circa 39000 uomini. I russi erano solo 25000.

## La battaglia

### Attraversamento della Limmat

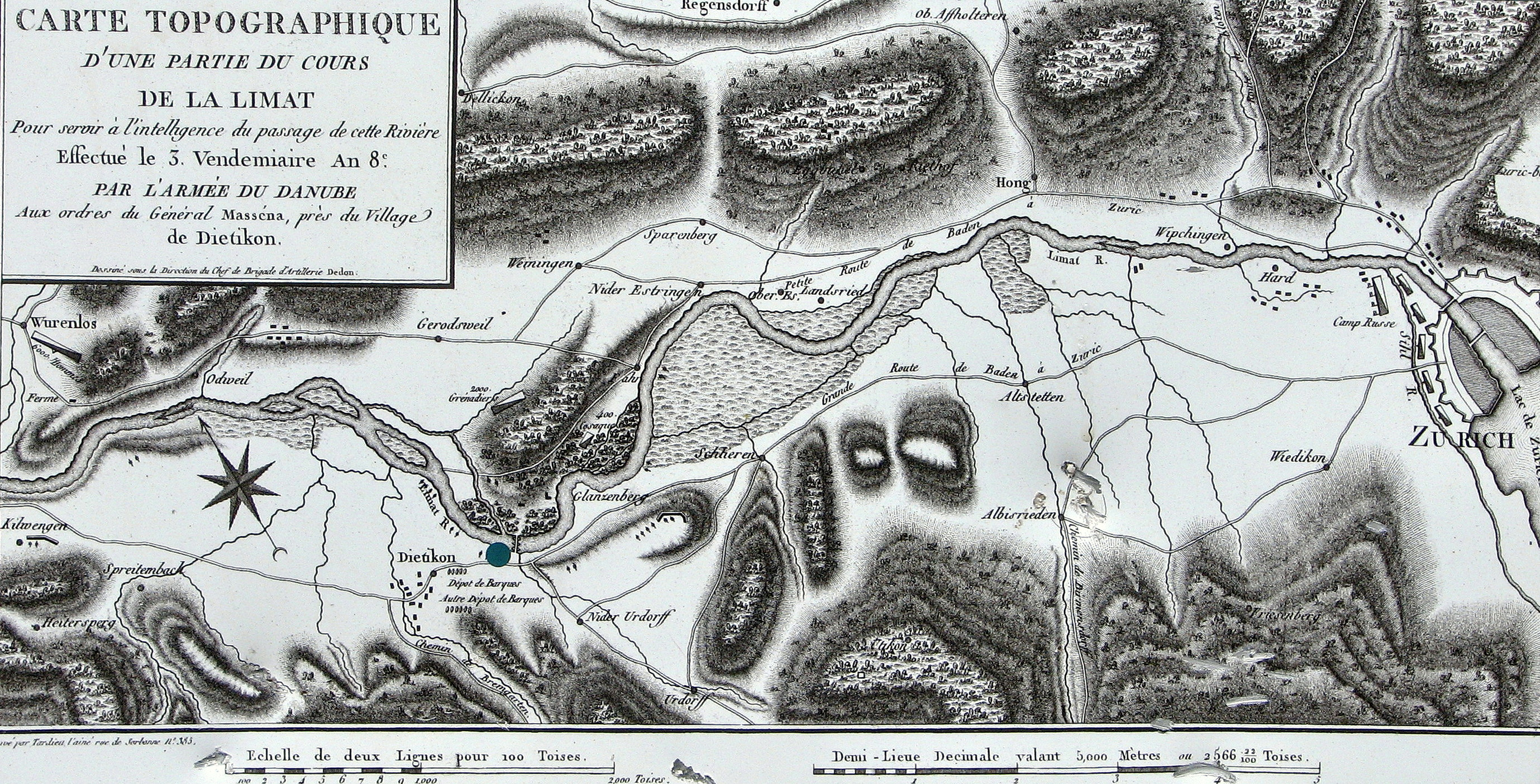
Posizioni dei francesi al momento dell'attraversamento della Limmat

La sera del 24 settembre, la divisione di Lorge fu fatta spostare in silenzio lungo le rive della Limmat nei pressi di Dietikon, di fronte ai reparti del generale russo Markov. I russi erano 2600, i francesi poco più del triplo. Alle 4:45 del mattino, le imbarcazioni furono rapidamente gettate nel fiume, dando l'allarme ai russi. Il fuoco di un battaglione del generale Gazan segnò l'inizio dell'attacco. 
Nelle 37 imbarcazioni che avevano attraversato il fiume vi erano circa 600 soldati. Nonostante i colpi dell'artiglieria e dei moschetti dei russi, nessun soldato venne ucciso e nessuna imbarcazione affondata. Nel frattempo, le batterie francesi colpirono incessantemente la sponda opposta. Giunti sull'altra riva, stabilirono una testa di ponte ed iniziarono la costruzione di un ponte per facilitare lo spostamento di truppe ed artiglieria. A mano a mano che i francesi attraversavano il fiume, il ritmo dei loro cannoni andava diminuendo, per evitare di incappare nel fuoco amico o di rovinare i ponti in fase di costruzione.
I francesi giunti per primi sulla sponda destra della Limmat erano esposti al fuoco di una batteria russa: dopo un'ora di combattimenti la postazione fu catturata ed i russi allontanati. Prima delle 7:30 il ponte sul fiume era stato costruito e prima delle 9:00 l'intera divisione di Lorge, con 8000 uomini e 26 cannoni aveva attraversato il fiume.

## Conseguenze
Nello stesso tempo il generale Soult attaccò e sconfisse gli austriaci, che erano sotto il comando del barone Hotze, ucciso all'inizio della battaglia sul fiume Linth. Korsakov richiamò le proprie truppe superstiti in Germania, dove rimase per il resto dell'autunno.

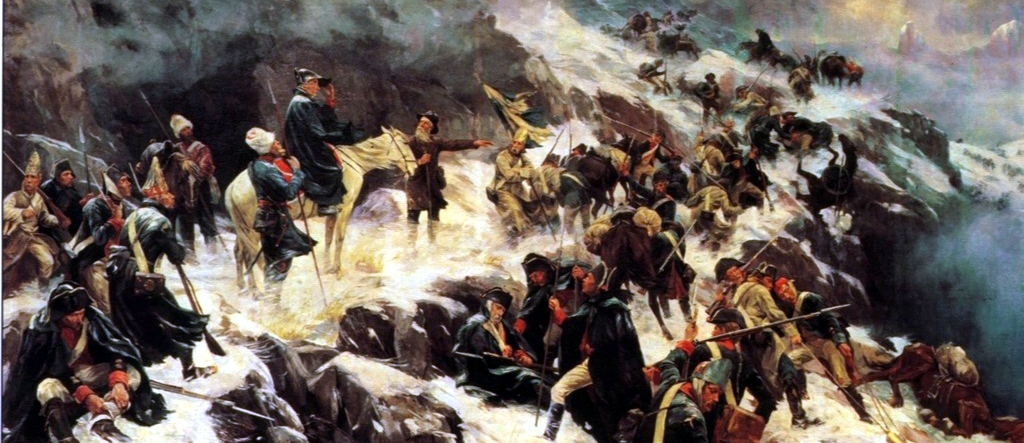
I russi di Suvorov attraversano le Alpi

Il successo del generale ebbe conseguenze decisive anche per la manovra in corso del feldmaresciallo Aleksandr Suvorov che, dopo le sue vittorie in Italia, stava marciando verso la Svizzera per prendere alle spalle i francesi attraverso il passo del San Gottardo. Dopo aver sconfitto i suoi avversari a Zurigo, il generale Masséna organizzò un abile schieramento di forze che sbarrò la strada al feldmaresciallo Suvorov e lo costrinse a ripiegare faticosamente verso il Vorarlberg, abbandonando i suoi piani. La vittoriosa campagna del generale Masséna consentì ai francesi di mantenere il possesso della Svizzera, rafforzò la posizione del Direttorio e scosse la fiducia dello zar Paolo I che, irritato anche dalla scarsa collaborazione degli austriaci, avrebbe presto deciso di ritirarsi dalla coalizione.
La Repubblica Elvetica venne indebolita, perse la fiducia della sua popolazione e si avviò all'Atto di Mediazione del 1803, che restaurò parzialmente le condizioni pre-rivoluzionarie.